# Cacanin
Cacanin – część miasta Frampol w Polsce położona w województwie lubelskim, w powiecie biłgorajskim, w gminie Frampol.
Leży w południowo-zachodniej części miasta. Jest to niewielkie skupisko osadnicze o charakterze rezydencyjnym, położone wśród lasu.
Do 1954 był to przysiółek Kocudzy Trzeciej w powiecie kraśnickim. W latach 1975–1998 miejscowość należała administracyjnie do województwa zamojskiego.
Wierni Kościoła rzymskokatolickiego należą do parafii  św. Jana Nepomucena i Matki Bożej Szkaplerznej we Frampolu.